# فلیستاس موزونگوندی
فلیستاس موزونگوندی (انگلیسی: Felistas Muzongondi؛ زادهٔ ۲۲ مارس ۱۹۸۶) یک فوتبالیست در پست مهاجم اهل زیمبابوه است. وی که بازیکن تیم ملی فوتبال بانوان زیمبابوه است به نمایندگی از این کشور در رقابت‌های فوتبال بانوان در بازی‌های المپیک تابستانی ۲۰۱۶ حضور داشت.